# 팡팡터지는 정보쇼 알맹이
《팡팡터지는 정보쇼 알맹이》는 TV조선에서 2018년 12월 16일부터 2025년 6월 1일까지 방송했던 건강 토크 쇼 프로그램이다.

## MC
- 안지환, 최은지

## 패널

### 연예인 패널
- 신인선, 조갑경

### 자문의 패널
- 강준희 정형외과 전문의, 최경희 가정의학과 전문의, 양성우 내분비내과 전문의, 김연진 피부과 전문의

## 역대 방송시간
| 방송 채널 | 방송 기간                          | 방송 시간                          |
| --------- | ---------------------------------- | ---------------------------------- |
| TV조선    | 2018년 12월 16일 ~ 2020년 6월 14일 | 매주 일요일 아침 9:50 ~ 오전 10:50 |
| TV조선    | 2020년 6월 21일 ~ 2025년 6월 1일   | 매주 일요일 아침 9:40 ~ 오전 10:50 |